# Aulacocyclus
Aulacocyclus es un género de coleóptero de la familia Passalidae.

## Especies
Las especies de este género son:
- Aulacocyclus aliicornis
- Aulacocyclus andrewsi
- Aulacocyclus boudinoti
- Aulacocyclus celebensis
- Aulacocyclus collaris
- Aulacocyclus deyrollei
- Aulacocyclus edentulus
- Aulacocyclus felderi
- Aulacocyclus fortis
- Aulacocyclus fracticornis
- Aulacocyclus glabriusculus
- Aulacocyclus gravelyi
- Aulacocyclus hangayi
- Aulacocyclus kaupi
- Aulacocyclus laevipennis
- Aulacocyclus mastersi
- Aulacocyclus papuanus
- Aulacocyclus perlatus
- Aulacocyclus pugnax
- Aulacocyclus rosenbergi
- Aulacocyclus rouxi
- Aulacocyclus tambourinensis
- Aulacocyclus teres
- Aulacocyclus tricuspis
- Aulacocyclus zangi